# 吕枫
呂楓（1927年1月—2022年6月1日），曾用名李公望，河北盧龍人，前中共中央紀律檢查委員會委員、中共中央組織部部長。

## 生平
1927年，生於河北省卢龙县。1945年，加入中國共產黨。1949年，出任迁安县縣長。後調任中華人民共和國第一機械工業部三局干部处处长。1985年，出任中共中央組織部副部長。1989年，接任宋平的中央組織部部長職務。1994年，卸任中央組織部部長，由副部長張全景接任。中共十三大當選為中央紀律檢查委員會委員，第十四屆中央委員。